# Parti de l'Alliance
Pour les articles homonymes, voir Parti de l'alliance.

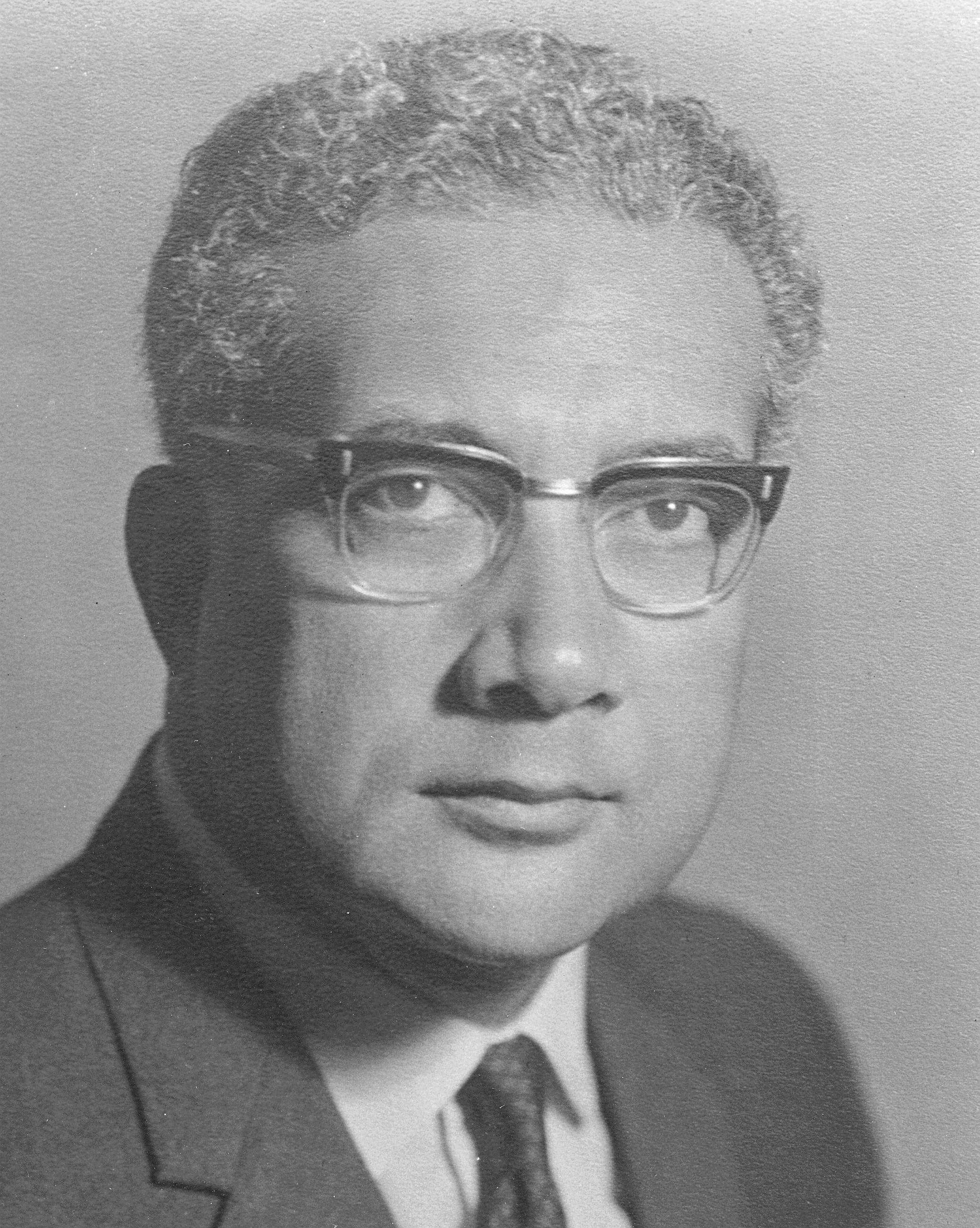
Le politicien fidjien Kamisese Mara, fondateur du Parti de l'Alliance.

Le Parti de l'Alliance (Alliance Party en anglais) est un parti politique fidjien au pouvoir de 1966 à 1987. Fondé en 1964 par Ratu Kamisese Mara, il s'auto-dissout en 1987 à la suite des coups d'État. 
Celui-ci se composait de trois branches distinctes :
- La « Fijian Association »  très largement majoritaire au sein du parti, représentait les intérêts des Fidjiens d'origine mélanésienne, concentrant en moyenne 80 % des votes de ces derniers lors des élections au scrutin communautaire.
- La « General Electors Association » était quant à elle composée essentiellement d'Européens, de métis ou Chinois. Bien qu'en nombre elle était la plus petite composante du parti, c'est elle qui pesait le plus financièrement. À la suite de la dissolution de l'Alliance Party, elle se structura en véritable parti sous la désignation « General voters party ».
- L'« Indian Association » était en nombre la seconde composante du parti néanmoins loin derrière la « Fijian Association ». Sa crédibilité au sein des fidjiens d'origine indienne était des plus faibles. Nombre de ses fondateurs initiaux la quittèrent pour peu à peu rejoindre le Parti de la fédération nationale. D'autres qui au contraire avaient commencé leur carrière politique au sein du NFP firent le chemin inverse. C'est par exemple le cas d'Irene Jai Narayan et qui bien qu'élue de Suva depuis 1966 pour le NFP, adhéra  pour les élections de 1987 à l'« Indian Association » pour des raisons que certains qualifièrent d'opportunistes[1]. Elle justifia ce revirement par cette remarque somme toute peu prémonitoire :  « Regardons les choses en face, qu'on l'aime ou pas, l'Alliance restera au pouvoir encore longtemps »[2]. Deux autres anciens membres du NFP la suivirent à l'Indian Association la même année.

Après sa dissolution en 1987, le Soqosoqo ni Vakavulewa ni Taukei (SVT), parti fondé par Sitiveni Rabuka, se présenta un temps comme son successeur.